# Новониколаевское (Красноярский край)
Новониколаевское — деревня в Пировском районе Красноярского края в составе Солоухинского сельсовета.

## География
Находится примерно в  28 километрах по прямой на север-северо-восток от районного центра села Пировское.

## Климат
Климат в районе резко континентальный. Самый теплый месяц — июль, со средней температурой +17,8 °С, с абсолютным максимумом +34,6 °С. Самый холодный месяц — январь: средняя температура составляет –20,1 °С, абсолютный минимум –52,5 °С. 

## История
Основана деревня в 1910 году. Альтернативное название Гагаласовская. В 1926 году учтено было 253 жителя, преимущественно украинцев.  В советское время работал колхоз «Красная звезда».

## Население
Постоянное население составляло 100 человек в 2002 году (83% русские),  55 в 2010.